# Coelura purpurea
Coelura purpurea är en fjärilsart som beskrevs av Paul Dognin 1913. Coelura purpurea ingår i släktet Coelura och familjen Uraniidae. Inga underarter finns listade i Catalogue of Life.